# 梅原利之
梅原 利之（うめはら としゆき、1939年 - ）は、日本の実業家。四国旅客鉄道株式会社（JR四国）の顧問、元相談役、元会長、元社長。京都府出身。

## 略歴
- 1961年
  - 京都大学工学部卒業
  - 日本国有鉄道（国鉄）に入る。
- 1987年4月 - 国鉄分割民営化が行われ、金沢鉄道管理局長から西日本旅客鉄道株式会社（JR西日本）金沢支社長となる。その後、同社鉄道本部長などを務める。
- 1996年6月 - 四国旅客鉄道株式会社専務に就任。
- 1998年6月25日 - 四国旅客鉄道株式会社社長[1]
- 2003年 - 香川県観光協会長に就任。
- 2004年
  - 6月 - 四国旅客鉄道株式会社会長に就任（代表権は保持[2]）
  - 12月 - 日本放送協会 (NHK) 経営委員会委員[3]
- 2005年12月 - NHK経営委員会の委員長職務代行者（委員）[3]
- 2007年 - NHK経営委員会にて4月10日から6月26日まで委員長を代行[4]。
- 2008年 - 四国旅客鉄道株式会社会長を退き、同社相談役へ[5]。
- 2016年 - 四国旅客鉄道株式会社顧問に就任。
- 2018年11月 - 旭日重光章を受章[6]。